# Akwesasne Warriors
Gli Akwesasne Warriors sono stati una squadra canadese di hockey su ghiaccio, che aveva sede nella parte canadese della riserva indiana di Akwesasne. Il loro stadio era l'A'nowara'ko:wa Arena, sull'Isola di Cornwall.

## Storia
Nata nel 2010, è stata tra le squadre che hanno partecipato alla Federal Hockey League fin dalla prima edizione, nel 2010-2011, e proprio nella prima edizione si è laureata campione.
È stata sciolta al termine della stagione 2011-2012 (chiusa con l'eliminazione ai quarti ad opera dei 1000 Islands Privateers), anche in seguito alle polemiche suscitate dalla condotta violenta di alcuni giocatori.

## Giocatori famosi
- Nicolas Corbeil
- Pierre Brüno Dagenais
- / Carter Trevisani

## Palmarès
- 1 Federal Hockey League:
  - 2010-2011